# Églogue de Bonis
Pour les articles homonymes, voir Églogue (homonymie).
Églogue, op. 12, est une œuvre de la compositrice Mel Bonis, datant de 1889.

## Composition
Mel Bonis compose son Églogue avant 1889. L'œuvre est publiée pour la première fois la même année aux éditions Durdilly, puis elle est rééditée en 1897 aux éditions Alphonse Leduc et en 2006 aux éditions Furore.

## Analyse
L'Églogue est un petit poème pastoral de forme tripartite ABA. L'écriture utilisée prend fortement appuis sur les ornements (trilles, petites notes, petits traits véloces) qui font songer aux chants d'oiseaux.

## Edition actuelle
- In Mel Bonis, œuvres pour piano, Volume 2 - Pièces pittoresques et poétiques A; éd. Furore, 2006

## Discographie
- Mel Bonis, pièces pour piano, par Lioubov Timofeïeva, Voice of Lyrics C341, 1998 (BNF 38529839)
- L'ange gardien, par Laurent Martin (piano), Ligia Digital LIDI 01033181-07, 2007 (OCLC 884450880)
- Regards : œuvres choisies de Mel Bonis, par Cécile Chaminade, Clara Schumann, Marianna von Martinez - Didier Castell-Jacomin (piano), Continuo Classics/Integral classic INT 221.250, 2011 (OCLC 929671250)
- Myriam Barbaux-Cohen (piano) et Mel Bonis, Mémoires d'une femme, Ars Produktion, janvier 2022. (EAN 4260052383490)

## Sources
: document utilisé comme source pour la rédaction de cet article.
- Étienne Jardin, Mel Bonis (1858-1937) : parcours d'une compositrice de la Belle Époque, 2020 (ISBN 978-2-330-13313-9 et 2-330-13313-8, OCLC 1153996478, lire en ligne).
- (fr + de + en) Eberhard Mayer et Christine Géliot, Pièces pittoresques et poétiques, vol. A (1881-1895), Kassel, Furore Verlag, 2006, 52 p. (ISMN 9790500129196).